# Чемпіонат Східної Азії з футболу
Чемпіонат Східної Азії з футболу (англ. EAFF E-1 Football Championship) — футбольний чемпіонат, в якому беруть участь держави і території регіону Східної Азії. Проводиться Федерацією футболу Східної Азії.

## Історія
Попередником Кубків Східної Азії з футболу були змагання під назвою Кубок Династії. Він проводився з 1990 по 1998 рік, а в 2002 році при сприянні Федерації футболу Східної Азії змінив формат. Якщо в попередньому розіграші брали участь 4 команди і він називався «неофіційним кубком Східної Азії з футболу», то нинішній Чемпіонат включав 10 команд, які представляють 10 асоціацій:
| Асоціації                   | Рік приєднання | Команда                     |
| --------------------------- | -------------- | --------------------------- |
| Гонконг                     | 2002           | Гонконг                     |
| Гуам                        | 2002           | Гуам                        |
| Китай                       | 2002           | Китай                       |
| КНДР                        | 2002           | КНДР                        |
| Макао                       | 2002           | Макао                       |
| Монголія                    | 2002           | Монголія                    |
| Республіка Корея            | 2002           | Республіка Корея            |
| Північні Маріанські острови | 2008           | Північні Маріанські острови |
| Тайвань                     | 2002           | Тайвань                     |
| Японія                      | 2002           | Японія                      |

У розіграші 2013 року також взяла участь Австралія.
Змагання проводилися для чоловічих збірних з 2003 року. Основна задача створення такого роду турніру — підвищення якості футболу в регіоні Східної Азії, а також додаткової підготовки національних команд для участі в міжнародних турнірах. Чемпіонат Східної Азії відкрився після створення у 2002 році Федерації футболу Східної Азії.

## Формат турніру
У змаганнях чоловічих збірних автоматично включалися збірні Китаю, Південної Кореї і Японії, інші учасники відбиралися за підсумками кваліфікаційного раунду.
| Рік                              | Місце проведення                 | Переможець                       | Друге місце                      | Третє місце                      | Четверте місце                   |
| East Asian Football Championship | East Asian Football Championship | East Asian Football Championship | East Asian Football Championship | East Asian Football Championship | East Asian Football Championship |
| -------------------------------- | -------------------------------- | -------------------------------- | -------------------------------- | -------------------------------- | -------------------------------- |
| 2003 Детальніше                  | Японія                           | Південна Корея                   | Японія                           | КНР                              | Гонконг                          |
| 2005 Детальніше                  | Південна Корея                   | КНР                              | Японія                           | Північна Корея                   | Південна Корея                   |
| 2008 Детальніше                  | КНР                              | Південна Корея                   | Японія                           | КНР                              | Північна Корея                   |
| 2010 Детальніше                  | Японія                           | КНР                              | Південна Корея                   | Японія                           | Гонконг                          |
| EAFF East Asian Cup              |                                  |                                  |                                  |                                  |                                  |
| 2013 Детальніше                  | Південна Корея                   | Японія                           | КНР                              | Південна Корея                   | Австралія                        |
| 2015 Детальніше                  | КНР                              | Південна Корея                   | КНР                              | Північна Корея                   | Японія                           |
| EAFF E-1 Football Championship   |                                  |                                  |                                  |                                  |                                  |
| 2017                             | Японія                           | Південна Корея                   | Японія                           | КНР                              | Північна Корея                   |
| 2019                             | Південна Корея                   | Південна Корея                   | Японія                           | КНР                              | Гонконг                          |
| 2022                             | Японія                           | Японія                           | Південна Корея                   | КНР                              | Гонконг                          |

### Призери турніру
| Команда        | Переможець                       | Друге місце                      | Третє місце                      | Четверте місце             |
| -------------- | -------------------------------- | -------------------------------- | -------------------------------- | -------------------------- |
| Південна Корея | 5 (2003, 2008, 2015, 2017, 2019) | 2 (2010, 2022)                   | 1 (2013)                         | 1 (2005)                   |
| Японія         | 2 (2013, 2022)                   | 5 (2003, 2005, 2008, 2017, 2019) | 1 (2010)                         | 1 (2015)                   |
| Китай          | 2 (2005, 2010)                   | 2 (2013, 2015)                   | 5 (2003, 2008, 2017, 2019, 2022) | 0                          |
| КНДР           | 0                                | 0                                | 2 (2005, 2015)                   | 2 (2008, 2017)             |
| Гонконг        | 0                                | 0                                | 0                                | 4 (2003, 2010, 2019, 2022) |
| Австралія      | 0                                | 0                                | 0                                | 1 (2013)                   |

### По збірних
| Збірна         | 2003 | 2005 | 2008 | 2010 | 2013 | 2015 | 2017 | 2019 | 2022 | Участей |
| -------------- | ---- | ---- | ---- | ---- | ---- | ---- | ---- | ---- | ---- | ------- |
| КНР            | 3    | 1    | 3    | 1    | 2    | 2    | 3    | 3    | 3    | 9       |
| Японія         | 2    | 2    | 2    | 3    | 1    | 4    | 2    | 2    | 1    | 9       |
| Південна Корея | 1    | 4    | 1    | 2    | 3    | 1    | 1    | 1    | 2    | 9       |
| Північна Корея |      | 3    | 4    |      |      | 3    | 4    |      |      | 4       |
| Гонконг        | 4    |      |      | 4    |      |      |      | 4    | 4    | 4       |
| Австралія      |      |      |      |      | 4    |      |      |      |      | 1       |
| Учасників      | 4    | 4    | 4    | 4    | 4    | 4    | 4    | 4    | 4    |         |

### Нагороди
| Рік  | Найцінніший гравець | Найкращий бомбардир                          | Голів                       | Найкращий воротар           | Найкращий захисник          | Нагорода Fair play          | Найкращий арбітр |
| ---- | ------------------- | -------------------------------------------- | --------------------------- | --------------------------- | --------------------------- | --------------------------- | ---------------- |
| 2003 | Ю Сан Чхоль         | Кубо Тацухіко                                | 2                           | Нагородження не проводилося | Нагородження не проводилося | Нагородження не проводилося |                  |
| 2005 | Цзи Мін'ї           | Нагородження не проводилося                  | Нагородження не проводилося | Лі Ун Дже                   | Чжан Яокунь                 | Японія                      |                  |
| 2008 | Кім Нам Іль         | Йом Кі Хун Пак Чу Йон Кодзі Ямасе Чонг Те Се | 2                           | Рі Мьон Гук                 | Юдзі Наказава               | Південна Корея              |                  |
| 2010 | Ду Вей              | Цюй Бо Лі Дон Ґук Лі Син Рьоль Кейдзі Тамада | 2                           | Ян Чжі                      | Чо Йон Хьон                 | Гонконг                     |                  |
| 2013 | Хотару Ямагуті      | Йоїтіро Какітані                             | 3                           | Нагородження не проводилося | Нагородження не проводилося | Нагородження не проводилося |                  |
| 2015 | Чан Хьон Су         | Юкі Муто                                     | 2                           | Рі Мьон Гук                 | Кім Йон Гвон                | Нагородження не проводилося |                  |
| 2017 | Лі Дже Сон          | Кім Сін Ук                                   | 3                           | Чо Хьон У                   | Чан Хьон Су                 | Нагородження не проводилося |                  |
| 2019 | Хван Ін Бом         | Кокі Оґава                                   | 3                           | Кім Син Гю                  | Кім Мін Дже                 | Нагородження не проводилося |                  |
| 2022 | Юкі Сома            | Сюто Матіно Юкі Сома                         | 3                           | Кім Тон Чун                 | Сього Танігуті              | Нагородження не проводилося | Ахрол Ріскуллаєв |